# Daïra de Hachem
La daïra de Hachem est une circonscription administrative algérienne située dans la wilaya de Mascara. Son chef-lieu est situé sur la commune éponyme de Hachem.

## Communes
La daïra regroupe les trois communes de Hachem, Zelmata et Nesmoth.